# Starzach
Starzach è un comune tedesco di 4 365 abitanti,, situato nel land del Baden-Württemberg.